# Athabasca-Gletscher
Der Athabasca-Gletscher (engl. Athabasca Glacier) ist eine der sechs Hauptzungen des Columbia-Eisfelds in den kanadischen Rocky Mountains. Der Gletscher fließt vom Eisfeld Richtung Nordost zum Icefields Parkway. Er wird zur einen Seite flankiert durch den 3550 m hohen Snow Dome sowie den 3450 m hohen Mount Andromeda. Das Schmelzwasser fließt über den Sunwapta Lake in den Sunwapta River ab.
Durch die klimatische Erwärmung hat sich der Gletscher in den letzten 125 Jahren um 1,5 km zurückgezogen und mehr als die Hälfte seines Volumens verloren.
Aufgrund seiner Nähe zum Icefields Parkway ist er einer der meistbesuchten Gletscher in Nordamerika. Von dem am Icefields Parkway gelegenen Icefield Centre werden im Sommer geführte Touren mit speziellen Bussen (den Snowcoaches) auf den Athabasca-Gletscher angeboten.
6 km entfernt befindet sich der Glacier Skywalk; eine begehbare Plattform in Rundbogenform mit Glasboden ca. 280 m über dem Sunwapta-Tal. Der Erbauer, Brewster Travel Canada, hat die neue Attraktion am Icefields Parkway im Mai 2014 eröffnet.

## Medien

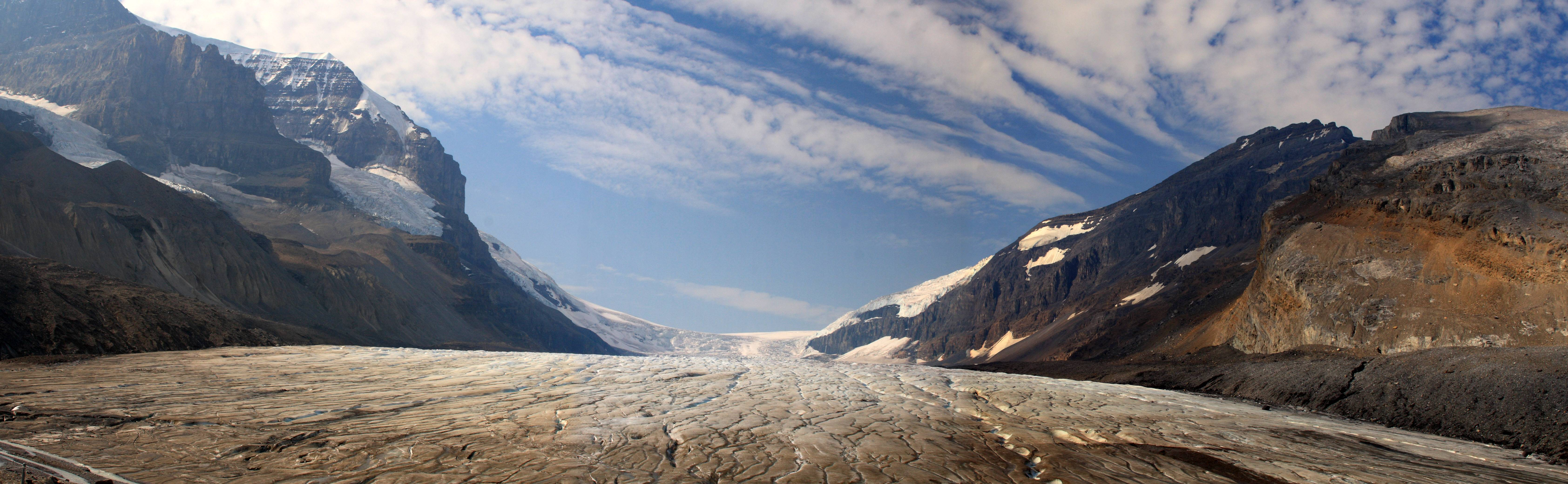
Der Athabasca-Gletscher
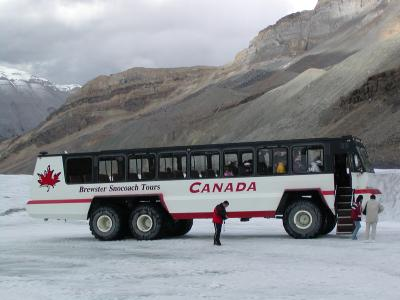
Snowcoach auf dem Athabasca-Gletscher
- Fahrt über den Gletscher